# Pascal Mahon
Pascal Mahon (* 4. April 1957 in Delémont) ist ein Schweizer Rechtswissenschaftler.

## Leben
Er erwarb 1980 das Lizentiat (lic. iur.) in Rechtswissenschaften in Lausanne und 1986 das Doktorat in Rechtswissenschaften an der Universität Lausanne. Seit 1996 ist er ordentlicher Professor für Staatsrecht an der Rechts- und Wirtschaftswissenschaftlichen Fakultät der Universität Neuenburg. Er kündigte an, auf Ende 2023 in Ruhestand zu gehen.

## Schriften (Auswahl)
- Institutions de sécurité sociale. Lausanne 1983, ISBN 2-88074-031-2.
- La décentralisation administrative. Etude de droit public français, allemand et suisse. Genève 1985, OCLC 797037212.
- mit Jean-François Aubert: Petit commentaire de la constitution fédérale de la confédération Suisse du 18 avril 1999. Zürich 2003, ISBN 3-7255-4501-4.
- mit Alexandre Berenstein und Jean-Philippe Dunand: Labour Law in Switzerland. Alphen aan den Rijn 2011, ISBN 978-3-7272-7702-3.